# THE ROYAL CROWN
THE ROYAL CROWN （ザ・ロイヤル・クラウン）は、広島を拠点に活動する2MCのヒップホップグループ。2001年結成。

## 来歴
2005年に発表された1st mini Album『BLAST(ブラスト)』は、自主制作ながら3週間で完売（1000枚）。2006年12月より、自らレジデントを務めるイベント『XCLSV(エクスクルースィヴ)』をスタートさせ、広島のクラブイベントでは600人の集客を集めている。2008年1月には上海ツアーを敢行し、同年5月には1st Album『unglassic(アングラシック)』をリリース。同月より自らがパーソナリティを務めるFMラジオ番組『THE ROYAL CROWNのストリートWAVE』をスタートさせる。 
2009年からは、全国発信のフリーマガジン『最前線 HIPHOP』において、CKが「長州最前線絵巻」,「MIC RELAY」の連載を開始。同年8月からは舞台を東京に広げ、HIP HOPフェス『B BOY PARK2009』に出演。同年9月にはCKが福岡のレゲエシンガー「RED EYE」と3曲入りのEP『ミチシルベ』をリリース。2010年7月にはプロ野球チーム広島東洋カープとコラボレーションする。

## メンバー
- CK（MC、本名：中里元俊）

90年代前半、10歳の頃、マイケル・ジャクソンやダンス甲子園に影響を受け、ブラック・ミュージックに興味を抱く。15歳の頃、ギャングスタ・ラッパー「COOLIO」の影響で、HIP-HOPトラックの美しさ、ライムフロウの魅力に取り憑かれる。16歳の頃、UK ROCKやテクノといったブリテンの空気を吸い、音の深さ、音の太さを追い求めるようになる。18歳の頃、日本語ラップを聴く中で「SHAKKA ZOMBIE」を知り、再びHIP-HOPの持つ威力(ストリートの芸術)を肌で感じる。そして、真剣にHIP-HOP MUSICと向き合い、自分のLIFE WORK,LIFE MUSICへと浸透する。 
- Syngen（MC、本名：玉乃井信彦）

16歳の頃よりMICを握る。以降地元の成人式展などに出演するなど精力的に活動し、2001年、盟友CKと出会いTHE ROYAL CROWNを結成。2009年には自身ソロ名義では初となる『Distance feat.SARY』を配信限定で発表しHIP HOPダウンロードなど多くのサイトで1位を獲得する。
現在はファイブリッジミュージック代表。山口活性学園の総合プロデューサー

## ディスコグラフィー

### シングル
- BACK IN THE DAY（2010年2月22日）

### アルバム
- BLAST（2005年8月6日）
- UNGLASSIC（2008年5月8日）

### ソロ作品
- Syngen
  - Distance feat.SARY（2009年3月25日）
- CK
  - ミチシルベ（CK & REDEYE）（2009年10月1日）

## 参加作品
1. ZAO「HERO OR VILLAN」（2008年12月6日）
6.CENTIMETER MASTERS feat.Syngen
2. GACKY「THE GOLD」（2009年3月4日）
5.言えないよ。feat.CK
3. GACKY「THE GOLD」（2009年3月4日）
7.Dear Parents partⅡ feat.THE ROYAL CROWN
4. GACKY「THE GOLD」（2009年3月4日）
8.MUSIC POWER feat.Syngen
5. GACKY「THE GOLD」（2009年3月4日）
11.BRAND NEW DAY feat.THE ROYAL CROWN
6. 斬「ENTERTAINER」（2009年5月20日）
6.KNOW　feat.Syngen